# Balerna
Balerna (niem. Balern) − miejscowość i gmina w południowej Szwajcarii, w kantonie Ticino, w okręgu (distretto) Mendrisio, siedziba administracyjna powiatu (circolo) Balerna.  

## Demografia
W Balernie mieszka 3 276 osób. W 2021 roku 27,7% populacji gminy stanowiły osoby urodzone poza Szwajcarią. 

## Transport
Przez teren gminy przebiegają autostrada A2 oraz drogi główne nr 2 i nr 395.